# A Polegarzinha (Hans Christian Andersen)
A Polegarzinha (em dinamarquês:  Tommelise) é um conto de fadas do escritor dinamarquês Hans Christian Andersen, publicado pela primeira vez em pela C. A. Reitzel em 16  em Dezembro de 1835, em Copenhaga. A história conta a vida de uma pequena mulher e as suas situações aventuras com sapos, toupeiras e besouros, que querem casar com ela. Polergarzinho consegue evitar os seus pretendentes, e apaixona-se por um príncipe das flores, também ele de pequena estatura.
A Polegarzinha é uma criação de Andersen, embora ele se tenha inspirado em contos de pessoas minúsculas como Tom Thumb. O livro foi publicado juntamente com outras seis contos de fadas em 1835, os quais não foram bem recebidas pela crítica dinamarquesa que não gostaram do estilo informal e da sua falta de moral. Um dos críticos, contudo, aplaudiu "Polegarzinha". A história foi adaptada para televisão e filmes de animação.